# Ricky Subagja
Ricky Subagja (n. 27 ianuarie 1971, Bandung, Provincia Java de Vest, Indonezia) este un jucător de badminton ce a reprezentat Indonezia, medaliat olimpic. A participat la 3 ediții ale Jocurilor Olimpice (1992, 1996, 2000) în care a câștigat 1 medalie de aur.